# Classificazione TNM
La classificazione TNM dei tumori maligni è un sistema internazionale per la classificazione delle neoplasie, a partire da cui si può ricavare lo stadio della malattia, proposto da Pierre Denoix nel 1946 (periodo di ricerca: 1943-1952).
Può essere applicato principalmente a neoplasie solide; per neoplasie altrimenti definite (quali, ad esempio, le leucemie o i tumori del sistema nervoso centrale) esistono altri criteri di classificazione. Al giorno d'oggi, tre enti si occupano dell'aggiornamento delle linee guida sui criteri di classificazione:
- AJCC (American Joint Committee on Cancer);
- UICC (Union for International Cancer Control);
- FIGO (International Federation of Gynecology and Obstetrics).

Nel 1987 i sistemi di classificazione elaborati dalla AJCC e UICC sono stati accorpati in un unico sistema.

## Descrizione dei parametri
Ogni tumore viene classificato con un codice alfanumerico, che ne riassume le caratteristiche principali, contribuendo a determinare la stadiazione, da cui deriveranno, insieme con altri fattori, le scelte terapeutiche e la prognosi (probabilità di guarigione) associata. Bisogna sottolineare che con il termine "stadio" si intende l'insieme dei parametri T, N, M combinati ad un insieme di fattori prognostici e dati non anatomici. A volte si usa erroneamente il termine stadio con riferimento specifico al singolo parametro.

### Parametro temporale (classificazione)
A monte di qualsiasi stadiazione che si basa sui parametri TNM, bisogna specificare il periodo temporale in cui avviene la classificazione. In altre parole, bisogna specificare in quale preciso momento (rispetto alla terapia), si sta classificando la lesione maligna. I dati sui parametri temporali sono riassunti nella seguente tabella:
| Classificazione TNM                      | Sigla TNM utilizzata | Dettagli | Parametri sfruttati |
| ---------------------------------------- | -------------------- | --- | --- |
| Clinica                                  | cTNM o TNM           | Viene effettuata prima della terapia, quando il paziente deve ricevere ancora la prima terapia contro il tumore maligno. | - Parametri anatomici (T, N, M) - Parametri diagnostici (Storia clinica, sintomi, esame obiettivo, endoscopia); - Approcci chirurgici, quali: 1. Biopsie del tumore primario 2. Biopsia del linfonodo sentinella o di linfonodi regionali significativi 3. Biopsia di linfonodi su siti anatomici lontani dal tumore primario 4. Esplorazione chirurgica (senza resezione) - Altri interventi ritenuti significativi dal punto di vista diagnostico |
| Patologica                               | pTNM                 | Viene effettuata se il paziente è idoneo per una terapia chirurgica | - Parametri anatomici (TNM) - Parametri utili al chirurgo, basati sulla cTNM - Informazioni ottenute durante l'intervento chirurgico - Informazioni ottenute dall'anatomo-patologo in seguito ad esame istologico. |
| Post-terapia / Post-terapia neoadiuvante | ycTNM oppure ypTNM   | - yc (post-terapia): la stadiazione avviene nel periodo post-terapia sistemica/post radio-terapia/post-terapia neoadiuvante. Deve avvenire prima di un intervento chirurgico, se programmato - yp (post-terapia neoadiuvante): la stadiazione avviene nel periodo post-terapia neoadiuvante ma in seguito ad un intervento chirurgico programmato. | - Variazioni della lesione in relazione alla terapia - Dosaggio, farmacovigilanza |
| Recidiva / Ri-trattamento                | rTNM (rpTNM)         | La stadiazione viene effettuata se si diagnostica al paziente una recidiva, o se il trattamento non porta agli esiti clinici previsti. Se si allegano informazioni di natura patologica, questa classificazione è rinominata in rpTNM. | - Quando avviene la recidiva - Rapporto tra la comparsa della recidiva e progresso della terapia |
| Autopsia                                 | aTNM                 | Viene effettuata nel cadavere, e serve per la diagnosi di tumori non rilevati nell'arco vitale. | - ND |

Pertanto, prima di stadiare una lesione maligna, bisogna fare riferimento a una variabile temporale. La maggior parte delle volte si parla semplicemente di "classificazione TNM" intendendo il sistema cTNM.

### Parametro Anatomico / Categoria (T, N, M)
La definizione delle categorie si basa essenzialmente su criteri anatomici: 
1. Per T (Tumor) si intende la descrizione della grandezza e dell'estensione del tumore solido;
2. Per N (Nodes) si intende la valutazione del coinvolgimento di linfonodi regionali
3. Per M (Metastasis) si intende la valutazione della presenza/assenza di metastasi lontane dal tumore primario

### Parametro cardinale / Sottocategorie (1, 2, 3, etc.)
Per qualsiasi tipo di tumore esistono quattro categorie (a cui va aggiunto lo stadio 0, in cui si ha un carcinoma in situ), indicati con numeri da 1 a 4, in ordine crescente di gravità; tale divisione, a partire dalla classificazione TNM, varia a seconda della sede del tumore primario (ad esempio il T2N0M0 fa parte del secondo stadio nel tumore al seno e del primo nel tumore polmonare), ma in genere le differenze non sono molto significative.
- Il parametro T può essere 1, 2, 3, 4 a seconda della grandezza del tumore (1 piccola, 4 grande). Può inoltre essere "IS" ovvero "in situ". Il T4 in genere è tale non solo per la dimensione, ma anche per l'infiltrazione di organi vitali adiacenti (pericardio, esofago, trachea, ecc.).
- Il parametro N indica lo stato dei linfonodi vicini al tumore, se è 0 sono del tutto indenni, altrimenti può valere 1, 2, 3 con gravità via via crescente.
- Il parametro M indica la presenza di metastasi a distanza. Può valere solo 0 (nessuna metastasi) o 1 (presenza di metastasi).  N.B.: nell'originaria terminologia italiana si dice semplicemente "metastasi", mentre nella terminologia anglosassone si dice "distant metastasis".
- Un parametro rappresentato da una "x" (ad esempio, T2N1Mx) indica che non si conosce l'esatta estensione a distanza della malattia per il quale sono necessari ulteriori esami di approfondimento (ad esempio: PET, TAC, RMN, scintigrafia ossea, ecografia, radiografie, ecc.).

### Ulteriori parametri
In alcune neoplasie (per esempio nel sarcoma dei tessuti molli) nella stadiazione rientra anche la valutazione del grading.
Il grado di aggressività del tumore o grado di differenziazione cellulare della neoplasia (grading) è indicato con (G), che va da 1 a 4. (Va tenuto presente che le cellule "sane" sono quelle completamente differenziate ossia quelle che si sono sviluppate fino ad arrivare ad avere le caratteristiche per svolgere perfettamente le funzioni per le quali sono state destinate. 
- Il grado 1 (G1, tumore ben differenziato) si riferisce a neoplasie con cellule tumorali che hanno, all'esame microscopico, aspetto lievemente differente rispetto alle cellule normali dello stesso tessuto;
- Il grado 2 (G2, tumore moderatamente differenziato) è quello intermedio.
- Il grado 3 (G3, tumore scarsamente differenziato) si riferisce a cellule tumorali con aspetto altamente difforme da quelle dello stesso tessuto normale;
- Il grado 4 (G4, indifferenziato) si riferisce a cellule che hanno perso totalmente le caratteristiche del tessuto d'origine (anaplasia).

Il grading considera parametri ora citologici, ora istologici, ora entrambi a seconda dell'istogenesi del tumore.
Esistono svariati sistemi di grading più o meno complessi, anche se per questioni di riproducibilità e standardizzazione, si sta cercando di adottare sistemi a classi dicotomiche (alto/basso), annullando così classi intermedie che sono fonte di variabilità e soggettività.

## Uso
La conoscenza dello stadio della malattia è importante per fornire al paziente delle cure il più possibile appropriate, oltre che per formulare una probabile prognosi.
Nello stadio 0 le percentuali di guarigione sono praticamente del 100%; gli stadi I e II sono considerati iniziali e la prognosi è, nella maggioranza dei casi, favorevole (soprattutto se non vi è coinvolgimento linfonodale); Nello stadio III è in genere utile associare alla chirurgia una terapia sistemica "adiuvante";  lo stadio IV viene considerato come malattia avanzata e la prognosi è spesso infausta in quanto guaribile solo in pochi tipi di neoplasia.
In presenza di un tumore avanzato, soprattutto se metastatico, la terapia (tranne pochi tipi tumorali) non può avere l'ambizione di guarire il paziente, ed è quindi palliativa, finalizzata cioè a prolungare la durata della vita, a mantenere o migliorare la qualità della vita, a limitare i sintomi (prevalentemente il dolore) nel paziente.
Bisogna però tenere presente che queste sono solo indicazioni generali di massima, e che le cose variano da tumore a tumore. Ad esempio, le percentuali di guarigione di un cancro al testicolo avanzato sono superiori a quelle di un cancro al pancreas in fase iniziale.

## Esempio di classificazione
Ecco la classificazione in stadi nel caso del tumore polmonare maligno di tipo non-microcitoma:
| Stadio     | TNM                                                                  |
| Stadio 0   | Tis N0 M0 (tumore in situ)                                           |
| Stadio I   | T1-2 N0 M0                                                           |
| Stadio II  | T1-2 N1 M0 T3 N0 M0                                                  |
| Stadio III | T1-2 N2-3 M0 T3 N1-3 M0 T4 N0-3 M0                                   |
| Stadio IV  | T1-4 N0-3 M1 (qualunque caso in cui si abbiano metastasi a distanza) |